# 細嶋村源太郎
細嶋村 源太郎（ほそじまむら げんたろう、生没年不詳）とは、江戸時代初期に砺波郡五箇山利賀谷組の代官職（十村）を務めた人物。苗字は前川。

## 概要
前田家加賀藩による五箇山統治が始まった時、加賀藩は瑞泉寺下梨道場（後の瑞願寺）の五ヶ山市助を代官（十村）として支配する形式を取った。天正13年（1585年）の初代五箇山市助の任命後、5代100年に渡って市助家は代官職を世襲したが、慶安4年（1651年）からは同格の十村として細嶋村源太郎が任命された。源太郎は五箇山東半（小谷・利賀谷,「利賀谷組」と呼ばれる）を、市助は五山西半（赤尾谷・上梨谷・下梨谷,「赤尾谷組」と呼ばれる）をそれぞれ統括し、これ以後五箇山を二分割して統治する体制が確立する。
源太郎の十村役就任について、宝暦年間（1751年-1764年）ころの成立とみられる 「宅左衛門覚書」では、「四代の市助より、五ヶ山の内利賀谷・小谷村役細嶋村顕太郎に仰せつけられ、両人にて五ヶ山村役相勤候」と記されている。これに合わせ、それまで市助一人に与えられていた十村扶持銀1500目が、4代目市助と源太郎で等しく分割されている。また、承応3年（1654年）に藩主が召し上げた五ケ山紙の値段に関する文書でも「十村下梨村市助、十村細嶋村源太郎、与頭小谷 宗右衛門」として市助と同格の立場で署名している。後述する源太郎の息子四郎右衛門が残した文書では「四郎右衛門は享保8年（1723年) 時点で82歳」旨の記述があり、逆算すると源太郎は1620年ころの生まれで、十村役に就いたころは30歳過ぎであったと推定される 。
この頃の細嶋村源太郎の立ち位置をうかがい知れる史料として、寛文元年（1661年）付けで城端町肝煎に宛てた文書の署名欄に次のように記載される。
この文書の署名により、源太郎が市助と同格の「十村」役であったことが確認される 。なお、同文書中の 「与合頭（くみあいがしら)」は「五ヶ谷（赤尾谷・上梨谷・下梨谷・小谷・利賀谷）」に置かれたものであるが、「利賀谷」のみ与合頭名がない。そのため、細嶋村源太郎が利賀谷の与合頭を兼ねていたと想定し、源太郎が市助より格下の「十村加人のようなもの」であったと考える説もある。これに対し、『利賀村史2 近世編』では万治2年（1659年）の文書に「与頭（上利賀村）太右衛門」の名が見られることを紹介し、細嶋村源太郎が利賀谷の与合頭を兼ねていたという説は成り立たないと指摘している。あわせて、寛文元年付け文書に利賀谷の与合頭が署名しないのは、利賀谷が井波町の商圏であって城端町とは関係が薄かかっためで、むしろ利賀谷組と赤尾谷組の担当区域が明確に分かれていた証左であると考証している。
万治3年（1660年）には、5代藩主前田綱紀の婚礼祝賀のために加州（加賀）・能州（能登）・越中3か国よりそれぞれ4人ずつ十村が江戸まで出向くこととなったが、五ヶ山は特別な地域であるとして、源太郎もこれに加わるよう命じられた。同年7月に江戸に就いた源太郎は、鶴の料理を馳走され、玉子色の唯子一枚と白銀一枚を賜ったと記録されている。更に寛文元年（1661年）7月に5代藩主前田綱紀が初めて越中に入国した際には、源太郎・四郎右衛門父子は今行動でこれを出迎え、金沢までお供したという。
しかし寛文10年に源太郎が引退した時、役職は息子に受け継がれることなく、金屋岩黒村九左衛門が跡を継いでいる。享保8年（1723年）に源太郎の息子四郎右衛門が藩から下賜された物品について記載した文書が残っており、この文書から上述の源太郎が江戸に出向した経緯や、その間四郎右衛門が名代を務めていたことなどが明らかになっている。
源太郎の子孫は、以後代々の当主が四郎右衛門を名乗り、江戸時代末期まで細嶋村念仏道場の道場坊を勤めた。明治維新後は前川の姓を名乗るようになっている。また、現在細島熊野社が所蔵する旧御神体は、「十村の四郎右衛門（源太郎と息子の四郎右衛門を混同しているが、実際には源太郎を指す）」が手ずから彫ったものと伝えられている。旧御神体の背面には「慶安五年九月吉日 源太郎 献仏」と彫られており、源太郎が十村となって1年目に作成されたものであったと分かる。